# John Ogbu
John Uzo Ogbu (9 mei, 1939 - 20 augustus, 2003) was een Nigeriaans-Amerikaans antropoloog, socioloog en professor. Ogbu staat voornamelijk bekend omwille van zijn theorieën ter verklaring van geobserveerde fenomenen met betrekking tot ras en intelligentie, en dan specifiek hoe ras en etnische verschillen zich vertalen in schoolprestaties en de economische situatie van minderheidsgroeperingen.
Ogbu suggereerde dat het behoren tot een "castelike minority" (vrij vertaald: onvrijwillig gemigreerde, gesegregeerde minderheid) een invloed heeft op zowel de motivatie die men heeft om iets te bereiken, als op de uiteindelijke prestaties. Ogbu stelde ook dat sommige leerlingen slecht scoren op school omdat goed presteren op school binnen de peer group als een vorm van acting white wordt gezien, waarbij men de eigen cultuur verraadt ten voordele van de dominante, "blanke" waarden.
Ogbu stierf in 2003 aan de gevolgen van een post-operatieve hartaanval en werd begraven in Nigeria.